# Tuula Linnainmaa
Tuula Maj-Lis Linnainmaa, född 8 januari 1942 i Tavastehus, är en finländsk politiker och ämbetsman. 
Linnainmaa, som blev politices kandidat 1973, var verksam i ett familjeföretag 1972–1987, representerade Samlingspartiet i Finlands riksdag 1987–1997 och var trafikminister i Paavo Lipponens regering 1995–1997. Hon var landshövding i det nybildade Södra Finlands län 1997–2003.

## Utmärkelser
- Förtjänstmedalj för motorfordonstrafikarbete,  5 april 2000[1]
- Konstantin den stores orden[2]

[Redigera Wikidata]